# Lake Claire
Lake Claire är en sjö i provinsen Alberta i Kanada. Lake Claire ligger 213 meter över havet och arean är 1 436 kvadratkilometer. Trakten runt Lake Claire är nära nog obefolkad, med mindre än två invånare per kvadratkilometer.  Trakten ingår i den boreala klimatzonen.